# Capitalismo Selvagem
Capitalismo selvagem é um filme brasileiro de 1993 dirigido por André Klotzel. Protagonizado por Fernanda Torres e José Mayer, o filme debate o conflito da exploração capitalista com a preservação de terras indígenas.

## Sinopse
Elisa (Fernanda Torres) é uma jornalista que se envolve amorosamente com o diretor da Jota Mineração, Hugo (José Mayer), quando ela recebe uma ordem de fazer uma materia sobre a empresa. Entretanto, a relação entre os dois começa a se desestabilizar quando a empresa que Hugo dirige  começa a extrair ouro de terras indígenas. 

## Elenco
- Fernanda Torres como Elisa Medeiros
- José Mayer como Hugo Victor Assis/ Ubiratã
- Marisa Orth como Diana Assis
- Vera Holtz como Susana
- Marcelo Tás como Leandro
- Maria Luiza Castelli como Dona Eduarda
- Cassiano Ricardo como Paulo Henrique
- Cláudio Lopomo como Afonso
- Claudio Curi como Hildebrando
- Sandra Tsikumoto como Takeka
- Helen Helene como Olga
- Adilson Barros como Marcos
- Ary França como zelador
- Adriana Lessa como cozinheira
- Sônia Carneiro como repórter em Brasília
- Tadeu Dipietro como funcionário
- Vanderlei Bernadino como copeiro
- Oscar Magrini como Oscar
- Flávio Ramos Tambellini

## Recepção
Prêmios e indicações
| Ano  | Prêmio                         | Categoria         | Indicado      | Resultado | Ref. |
| ---- | ------------------------------ | ----------------- | ------------- | --------- | ---- |
| 1993 | Festival de Cinema de Brasília | Melhor Cenografia | Beto Marineri | Venceu    |      |
| 1993 | Festival de Gramado            | Melhor Filme      | André Klotzel | Indicado  |      |
| 1994 | Festival de Cienema de Bogotá  | Melhor Filme      | André Klotzel | Indicado  |      |